# ایستگاه دن ان چوفو
ایستگاه دن ان چوفو (به لاتین: Den-en-chōfu Station) یک ایستگاه قطار در ژاپن است که در دن-ئن-چوفو واقع شده‌است.